# Halles d'Avignon
Les halles d'Avignon sont un marché couvert par une halle regroupant une cinquantaine de commerçants, installé sur la place Pie à Avignon.
Elles constituent un haut-lieu de la gastronomie avignonnaise, par la qualité des produits vendus. Leur renommée a été consacrée par des auteurs tels que Peter Mayle ou Jean Viard.
Situé sur la façade Nord, un mur végétal de 600 m2 conçu par Patrick Blanc, fait des Halles, par son originalité, l'un des pôles d'attraction de la ville.
Les halles d'Avignon sont également appelées Halles centrales, car elles sont situées dans le quartier Avignon Centre.

## Historique

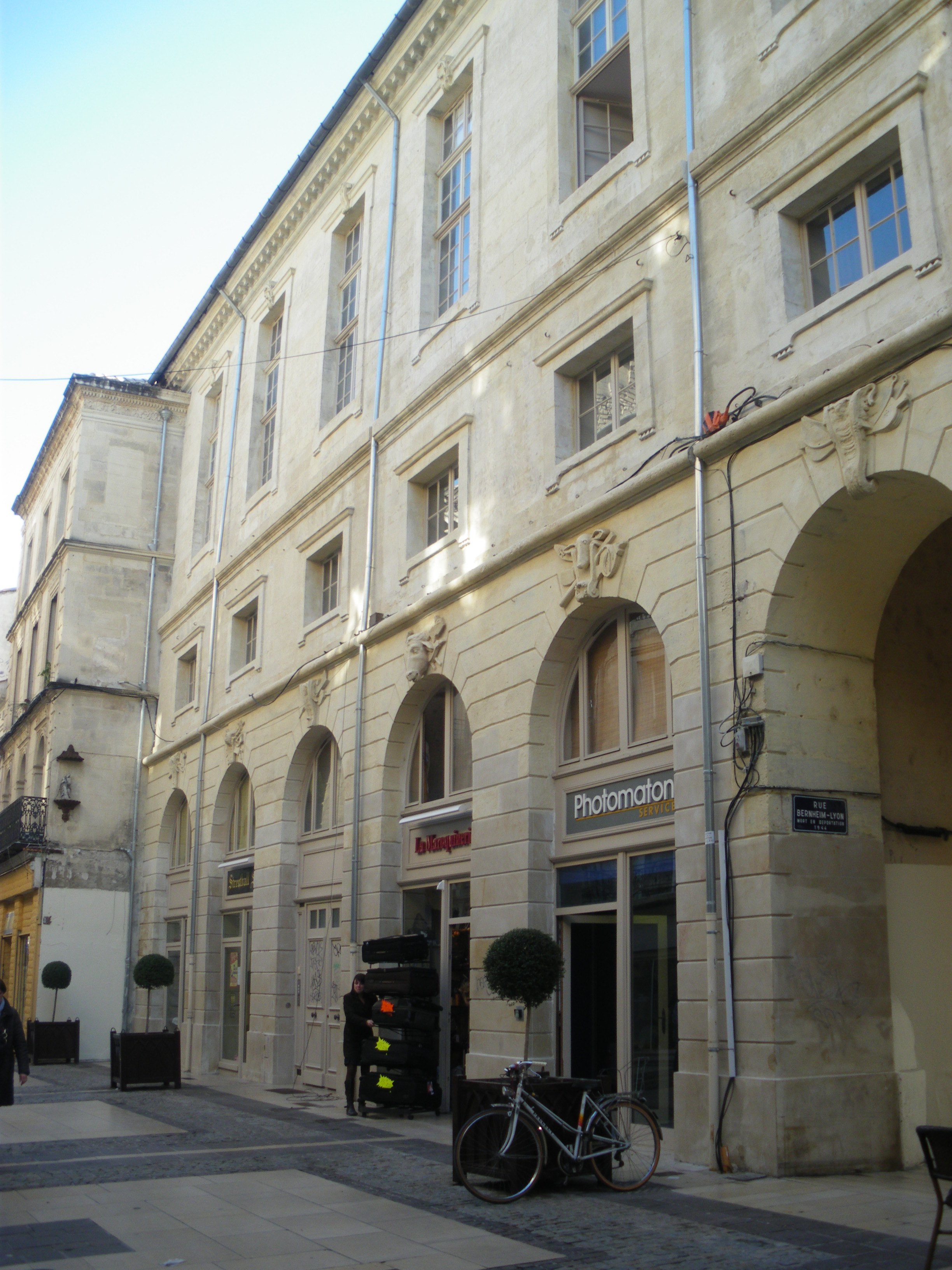
Façade de la Boucherie construite par Jean-Baptiste Franque.

En 1562, le dénommé Parpaille fut mis à mort comme hérétique et sa maison, sise au centre-ville d'Avignon, rasée. Sur ce terrain fut prévu d'édifier une halle couverte et des baraquements en bois pour loger les bêtes de somme apportant les provisions au marché.
Cet emplacement fut alors appelé Place Pie, du nom de Pie V, pape régnant à Rome. Ce premier édifice fut lent à construire puisque sur un plan de la ville d'Avignon, en 1618, apparaît la colonnade de cette halle en chantier.
Celle-ci fut terminée en 1624, elle comprenait, outre les boutiques, un corps de garde et une chapelle.
La rue du Vieux-Sextier fut ouverte, entre 1749 et 1754 par Jean-Baptiste Franque. L'idée de l'architecte avignonnais était de constituer dans cette nouvelle artère, donnant sur la place Pie, un grand centre d'approvisionnement de la ville avec boucherie, poissonnerie et triperie. 
Au no 22, la façade de la Boucherie a seule subsisté avec son ornementation de têtes de bovidés et d'ovidés. Les deux autres magasins, qui se situaient face à celui-ci, ont disparu après être restés en usage jusqu'à l'ouverture des Halles actuelles.
|  |  |

Entre 1760 et 1764, sur les plans de Jean-Baptiste Franque, son fils entreprit la construction d'une nouvelle halle qui fut démolie sous le Second Empire. Un tableau de Pierre Grivolas, peint en 1868 et exposé au musée Calvet, montre le marché en plein air qui se tenait alors sur la place Pie.

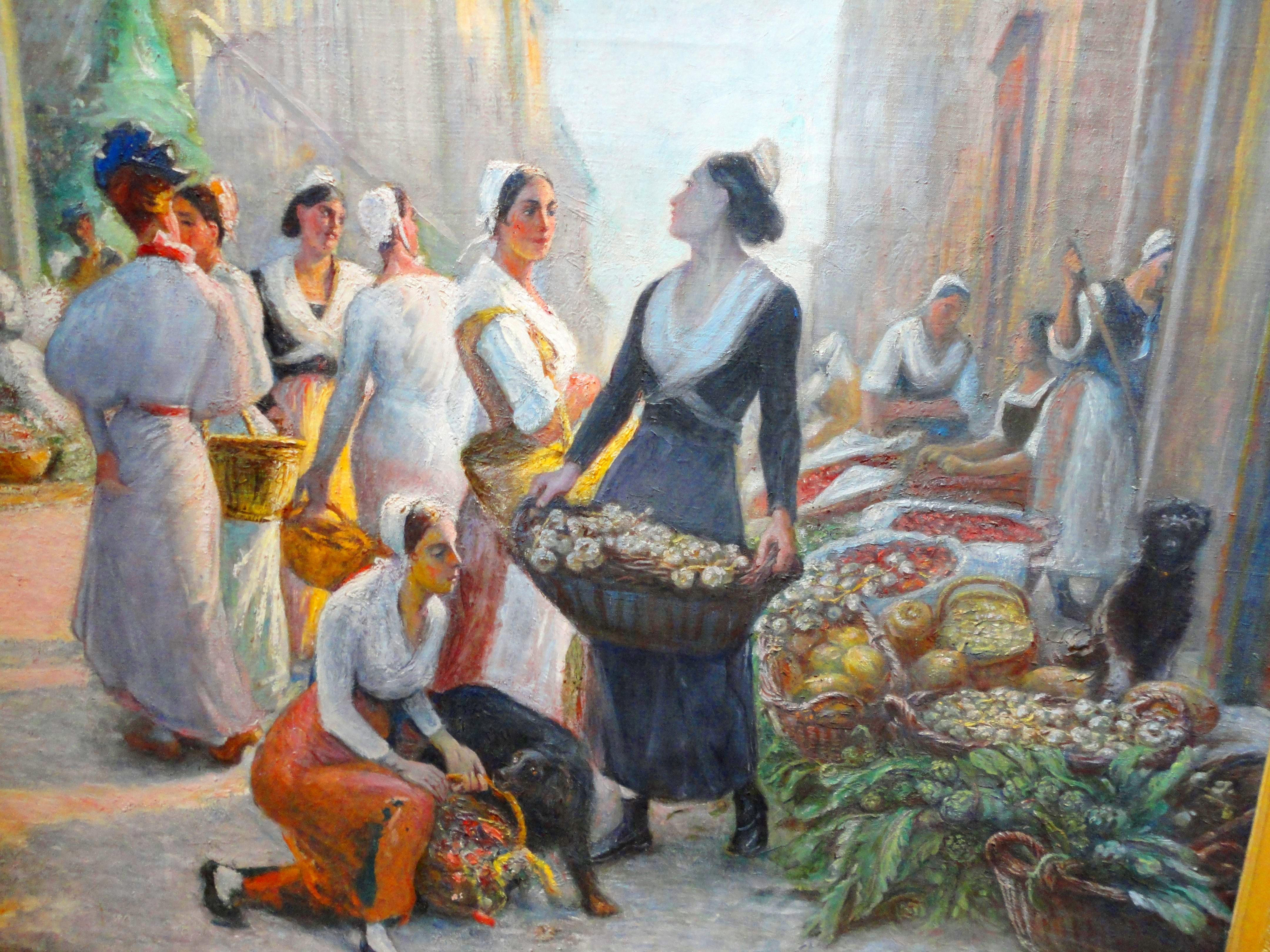
Marché sur la place Pie, anonyme, Nouvelle école d'Avignon.
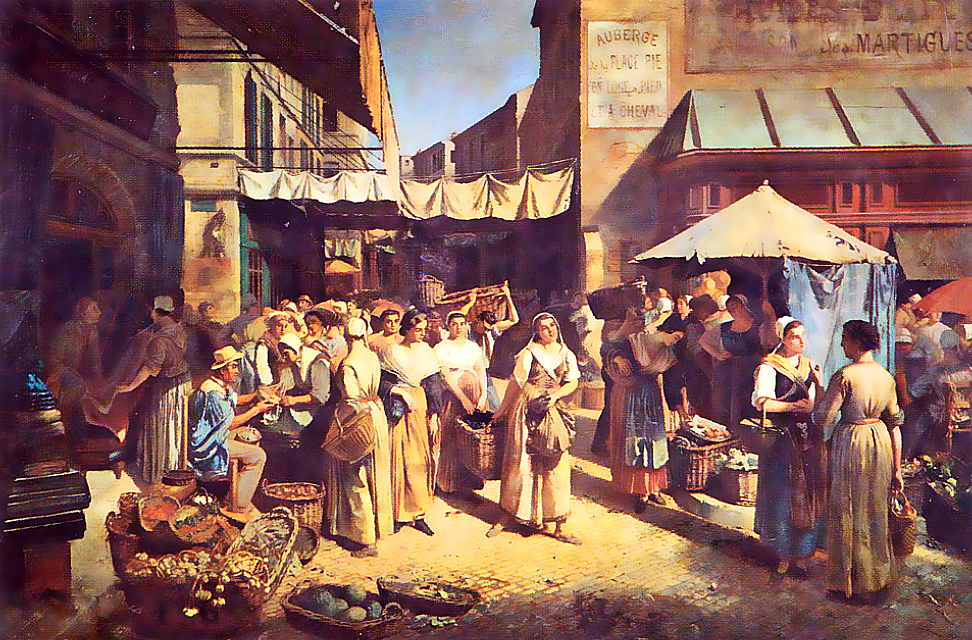
Marché de la place Pie en 1868, Pierre Grivolas.

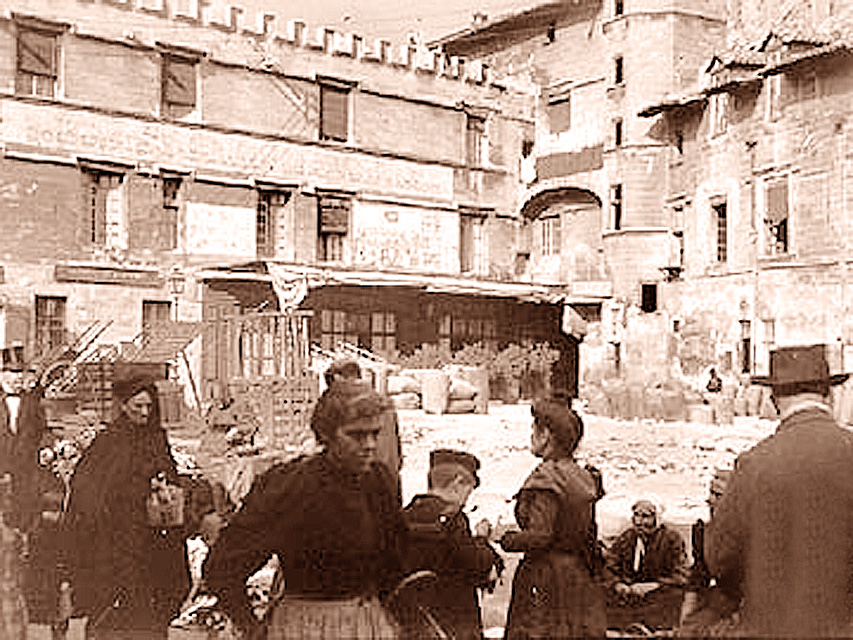
Le marché quotidien rue Saint-Jean-le-Vieux et place Pie avant 1898.

Au début du XIXe siècle, sur la place Pie, le marché des produits alimentaires devient quotidien. Il prend un nouvel essor pour satisfaire la demande en 1859. Une première halle en fer est installée en 1864. Puis il est envisagé de construire un marché couvert entre 1870 et 1890. Les différentes options choisies sont un échec. En 1891, la municipalité de Pourquery de Boisserin adopte le principe de nouvelles halles qui prendront la place du marché couvert et vote un budget de 400 000 frs pour leur édification.
Cela implique le réaménagement du quartier de la place Pie, de la rue Thiers, de la rue du Vieux-Sextier. Le projet est si gigantesque qu'il cristallise une forte opposition. Il prévoit la destruction de la commanderie de Saint-Jean-le-Vieux qui avait servi de Livrée au cardinal de Florence.

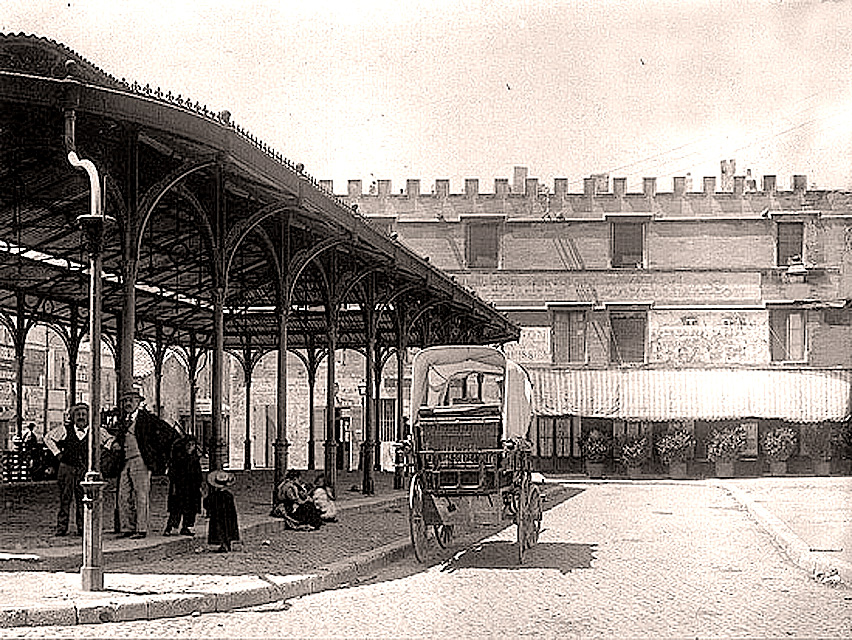
La halle de la place Saint-Jean et la livrée de Florence.
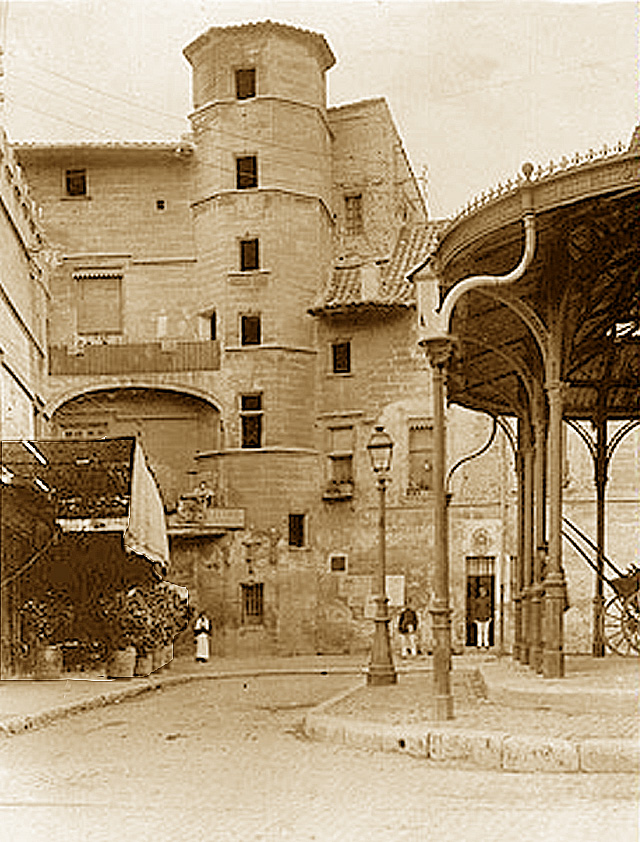
La halle Saint-Jean et la livrée de Florence.
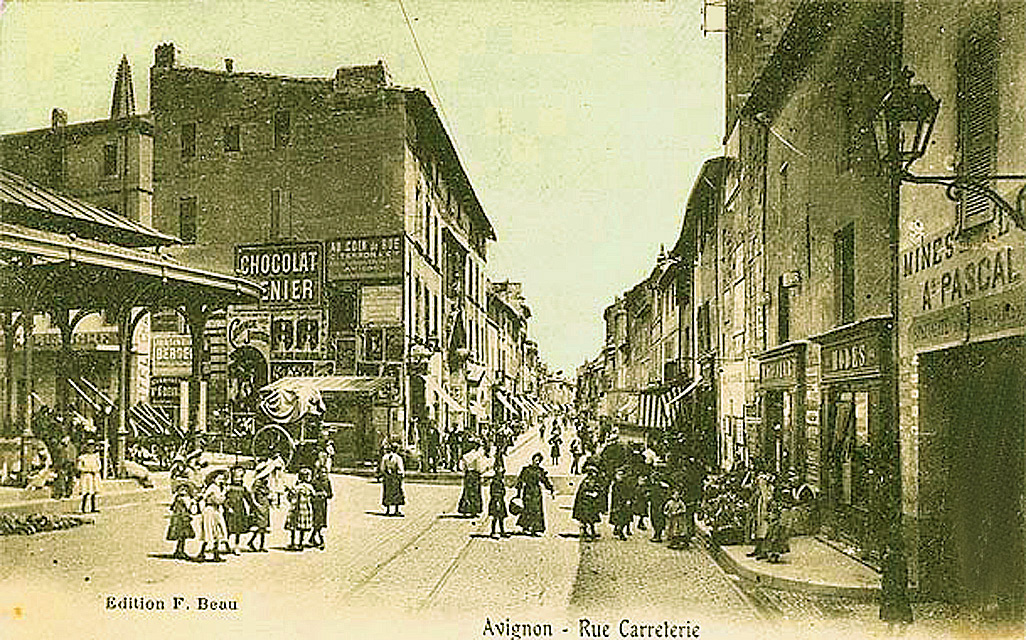
La halle Saint-Jean remontée place des Carmes.

Mais un décret de Félix Faure, président de la République déclare la construction des halles centrales d'utilité publique et le projet est définitivement voté le 21 juin 1895. Il va être confié aux ateliers de construction Gabelle de Marseille qui ont aussi pour mission de démonter la halle de la place Saint-Jean et de la remonter place des Carmes.

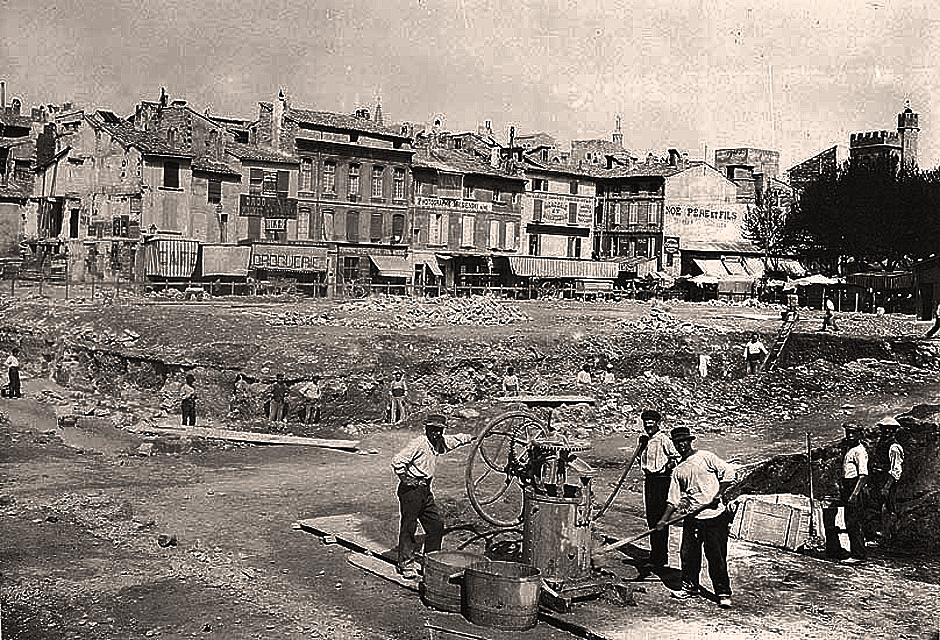
Le chantier des Halles en 1898.

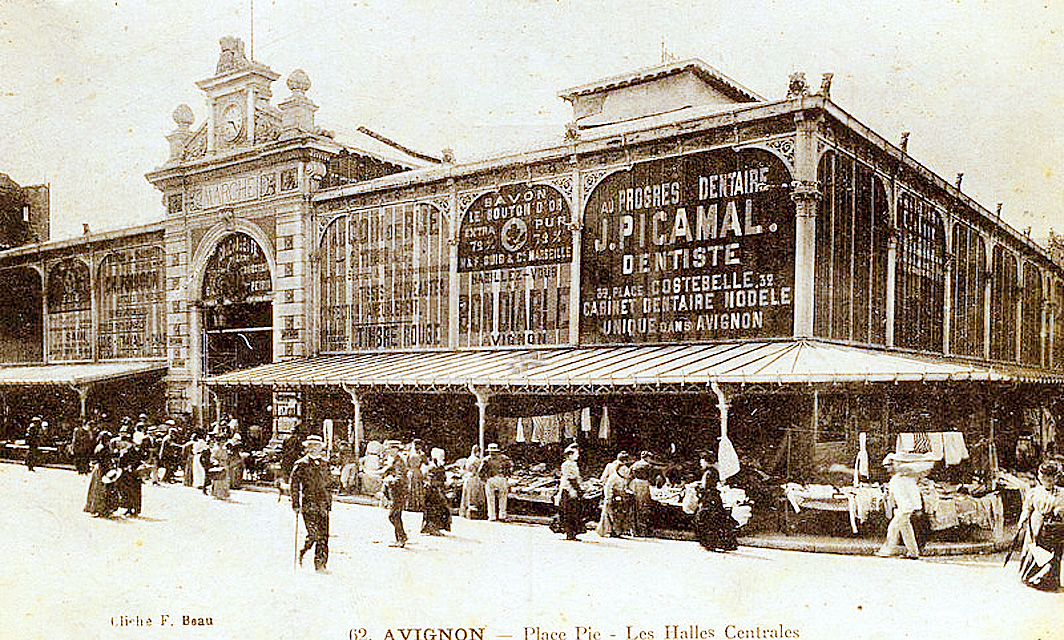
Les Halles centrales vers 1920.

Le chantier de construction commence en 1898 et prend fin en juin 1899, les Halles centrales sont inaugurées le 25 septembre 1899. Leur coût définitif s'élève à 443 743,32 Fr. Dans la première moitié du XXe siècle, leurs structures sont modifiées ou réaménagées. La toiture est refaite entre 1924 et 1929, puis complètement changée en 1939. Durant la Seconde Guerre mondiale, en 1945, la verrière est endommagée par les bombardements, refaite en 1947, elle est remplacée par des plaques en chlorure de polyvinyle en 1961.
Dans les années 1960 et 1970, l'installation des grandes surfaces attire la clientèle sur la périphérie d'Avignon, pour conserver sa fonction commerciale le centre-ville est doté de nouveaux parcs de stationnement. Celui des Halles est construit à étages et celles-ci voient leur structure modernisée. Ce projet planifié en 1965, démarre en 1972 et les nouvelles halles ouvrent le 2 avril 1974.

## Commerçants et produits
Les 50 commerçants des Halles proposent pain, fromages, fruits, légumes, volailles, pâtisseries, épicerie fine, olives, coquillages, fleurs, produits bio et exotiques. Qu'ils soient bouchers, charcutiers, poissonniers, crémier, traiteur ou encore caviste.

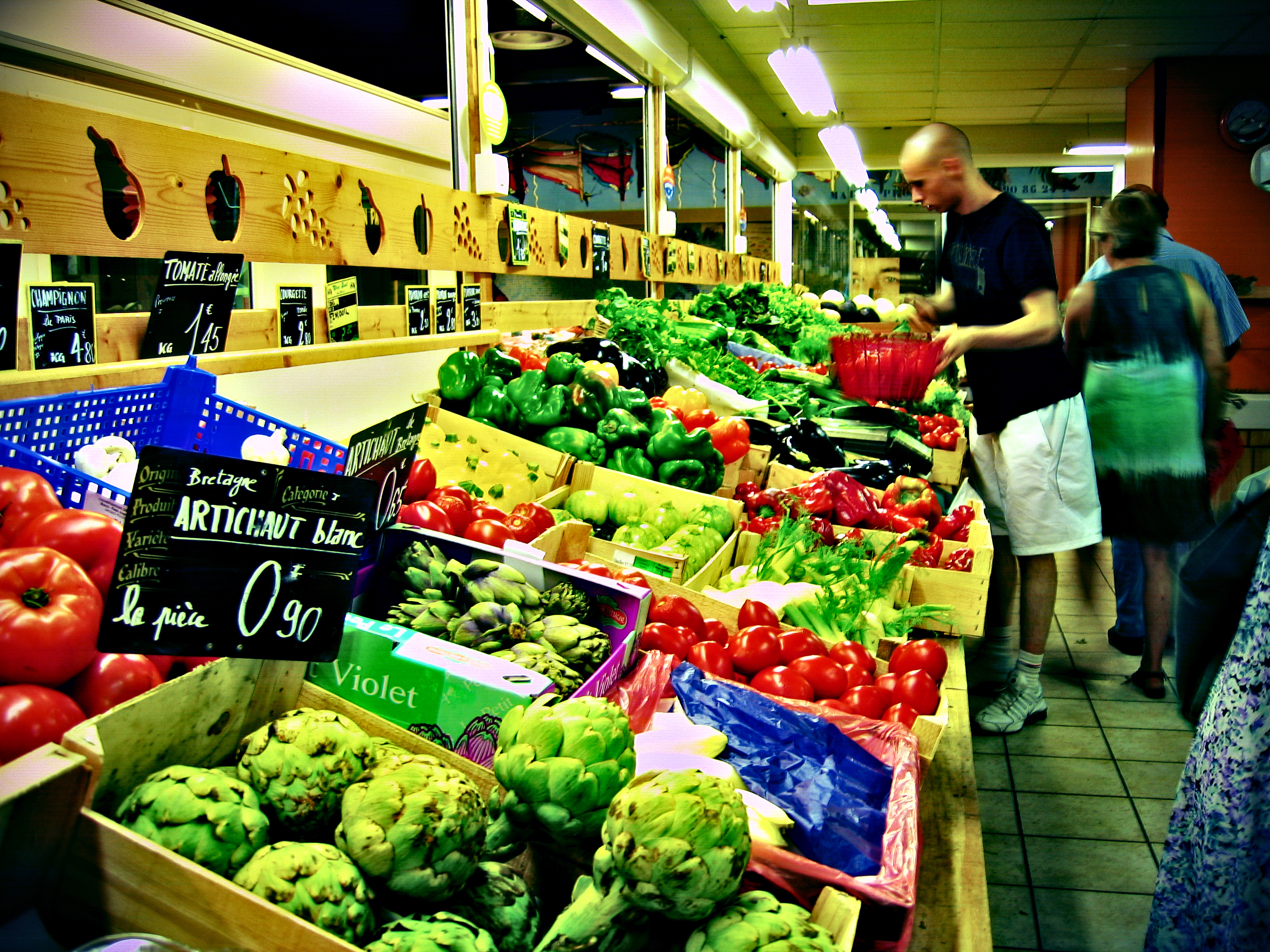
Légumes.
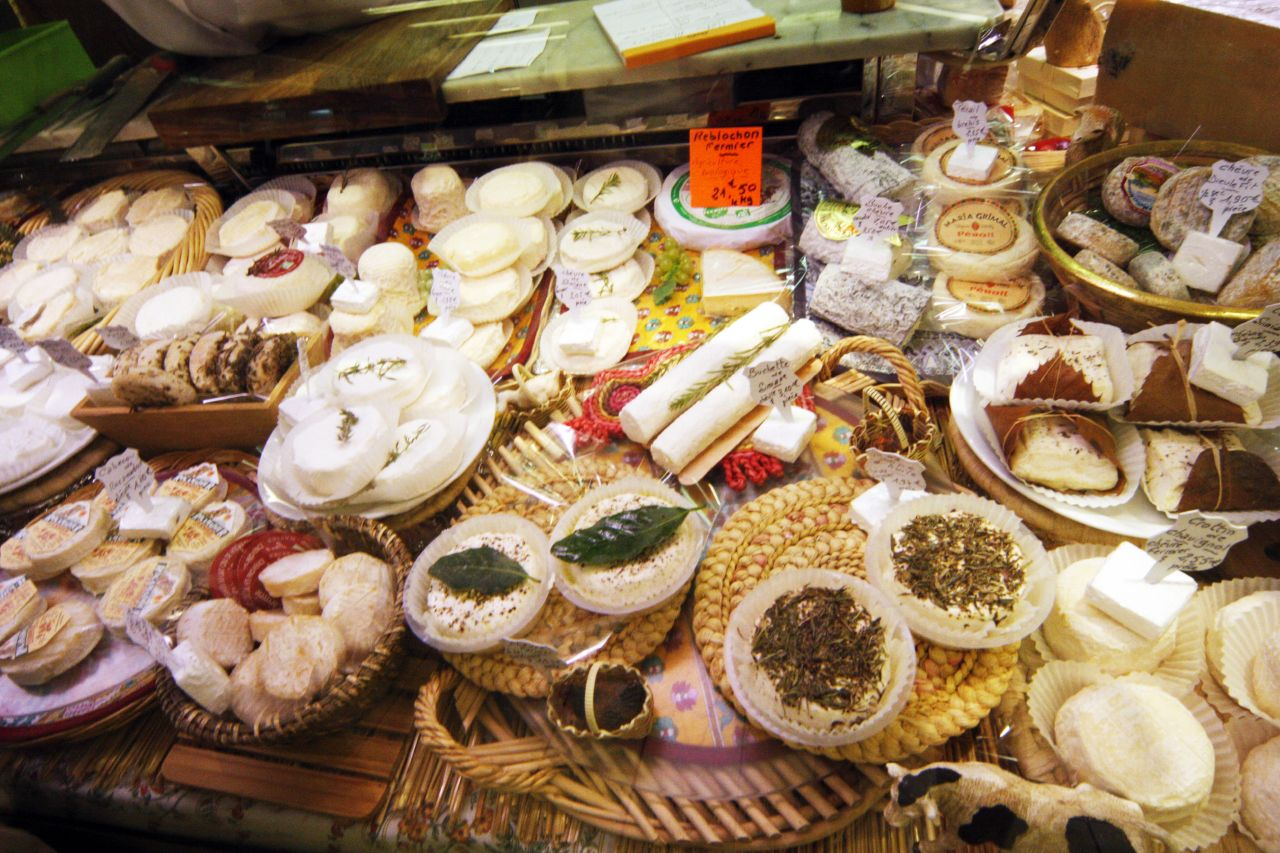
Fromages.
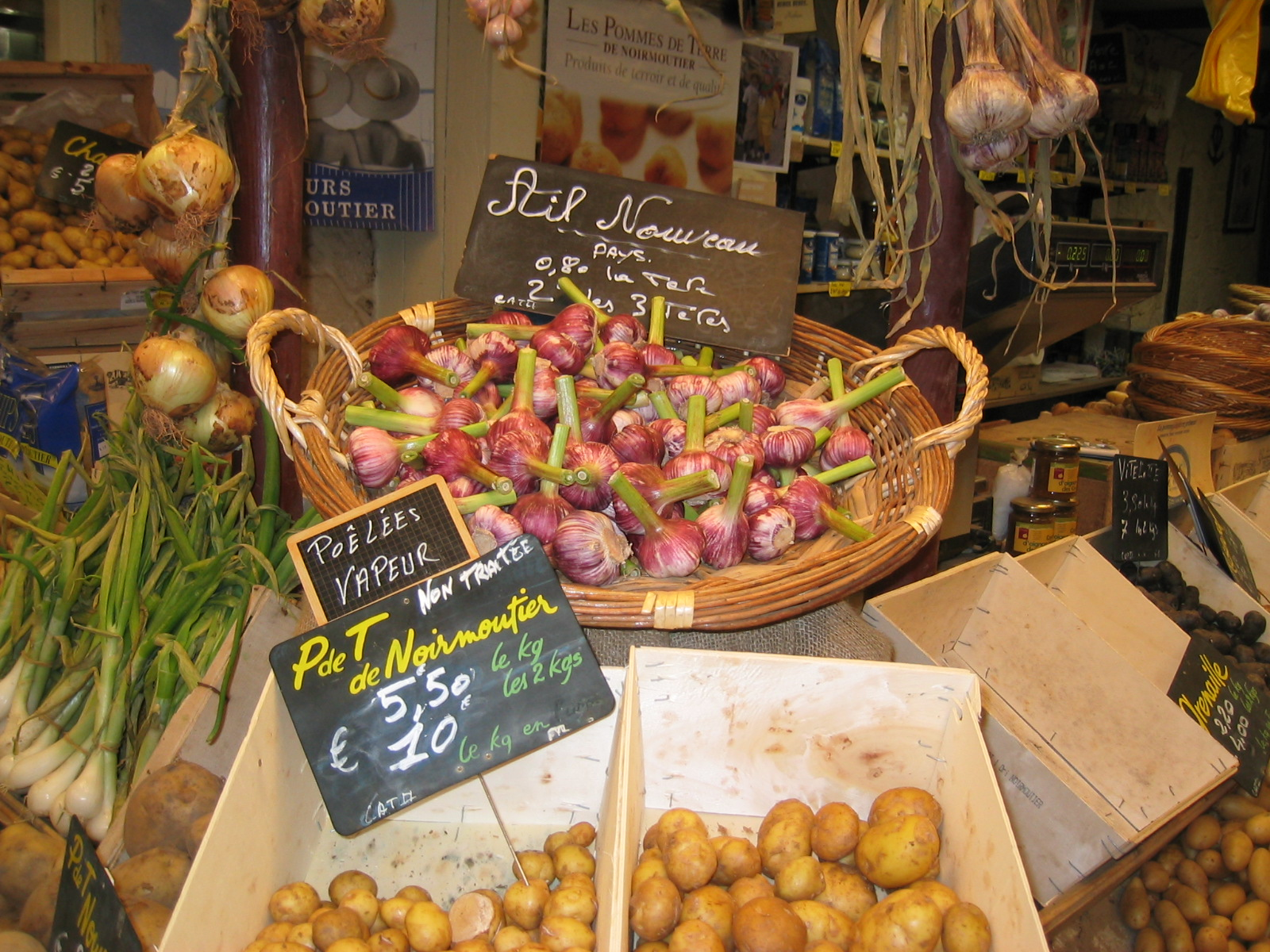
Primeurs.
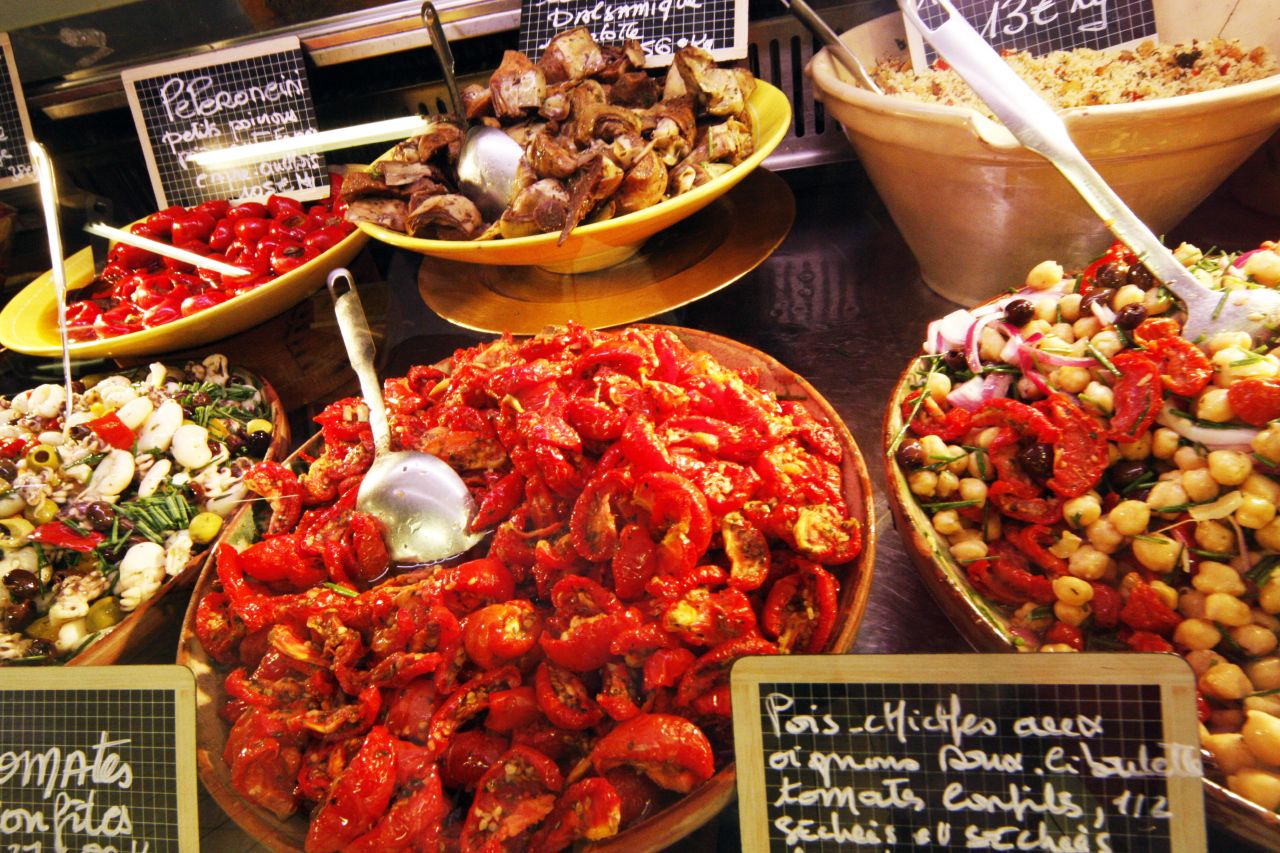
Traiteur.

## La petite cuisine des Halles
Depuis le mois de juillet 2006, chaque samedi, à 11 heures, les artisans spécialisés et les chefs cuisiniers du Grand Avignon, donnent rendez-vous aux gastronomes et amateurs de bonne cuisine. Ils y élaborent un mets concocté avec les produits achetés sur les stands des Halles. Et ils n'hésitent pas à partager leurs fourneaux avec celles et ceux qui désirent l'espace d'un moment se mettre à leur école pour découvrir leurs secrets culinaires et partager leur art.

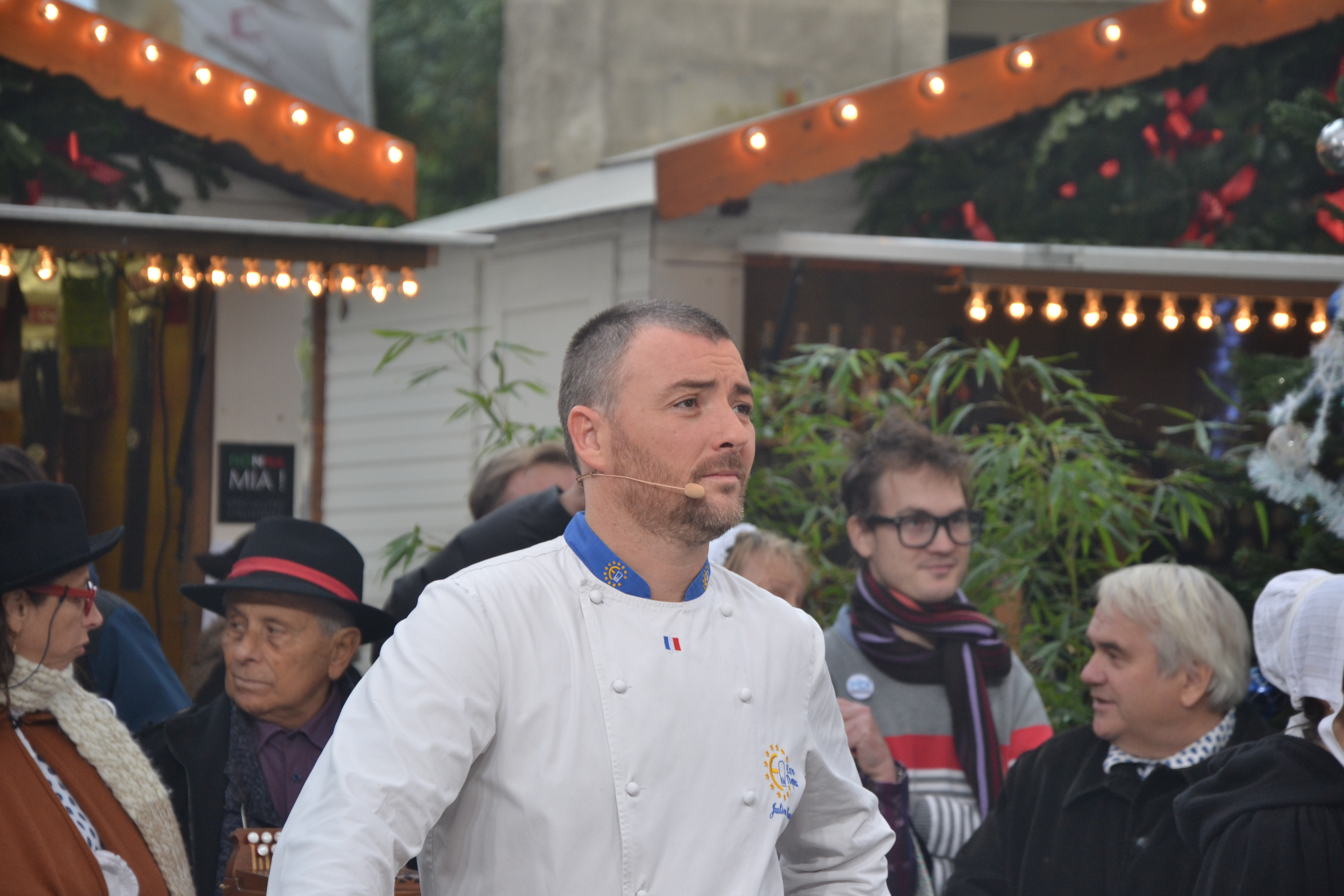
Julien Charvet, chef.
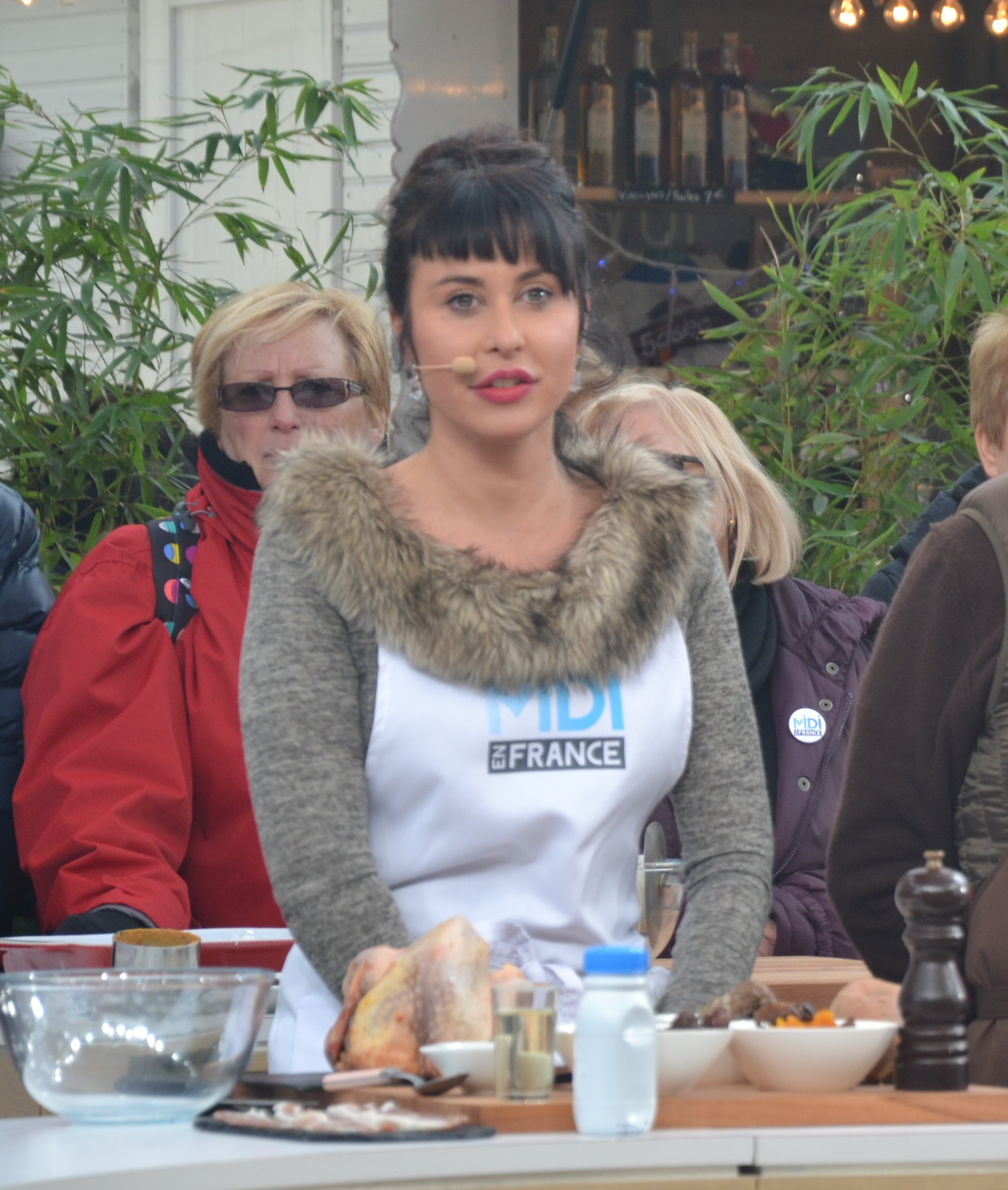
Sophie Jean, volaillière.
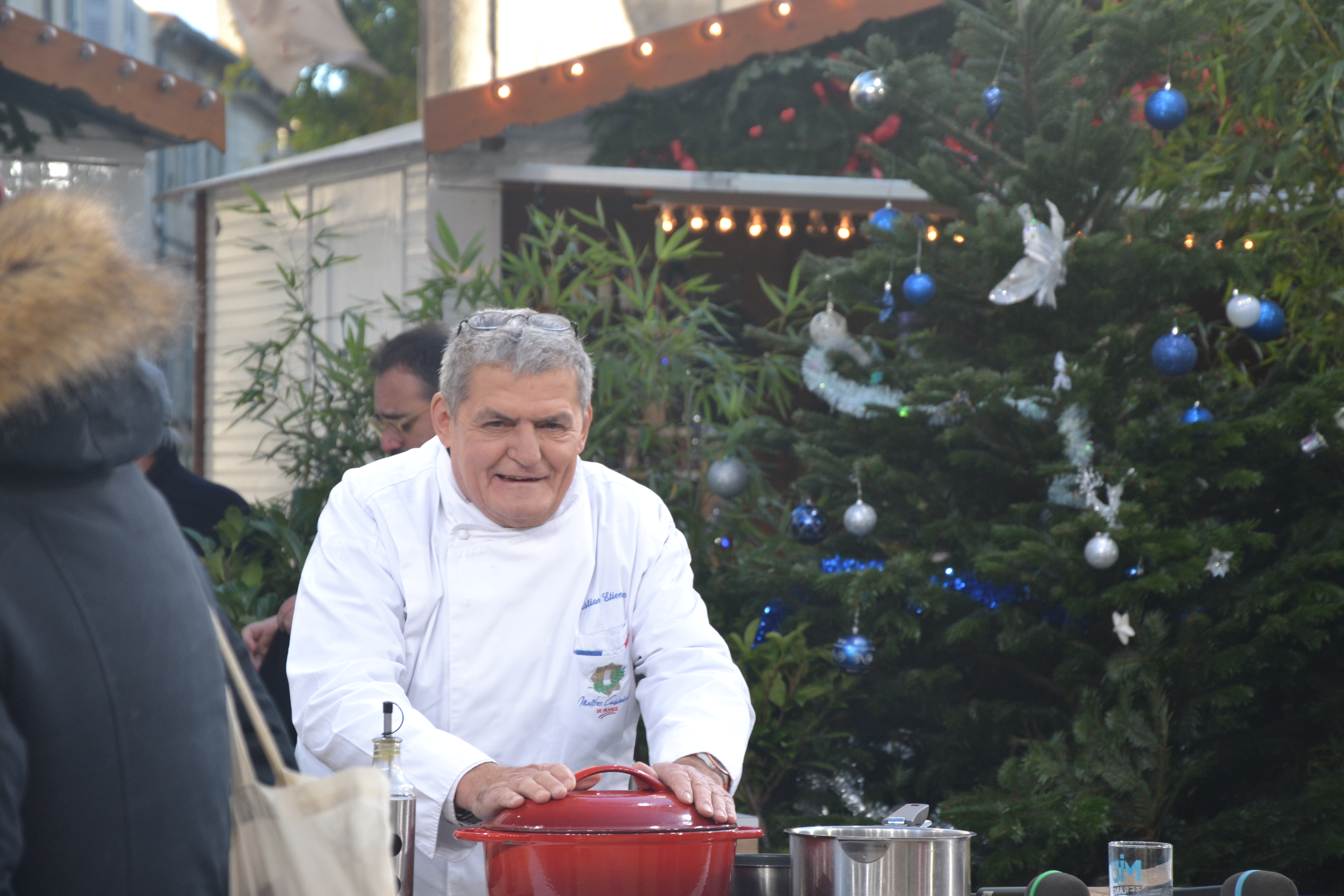
Christian Étienne, chef.

## Le mur végétal

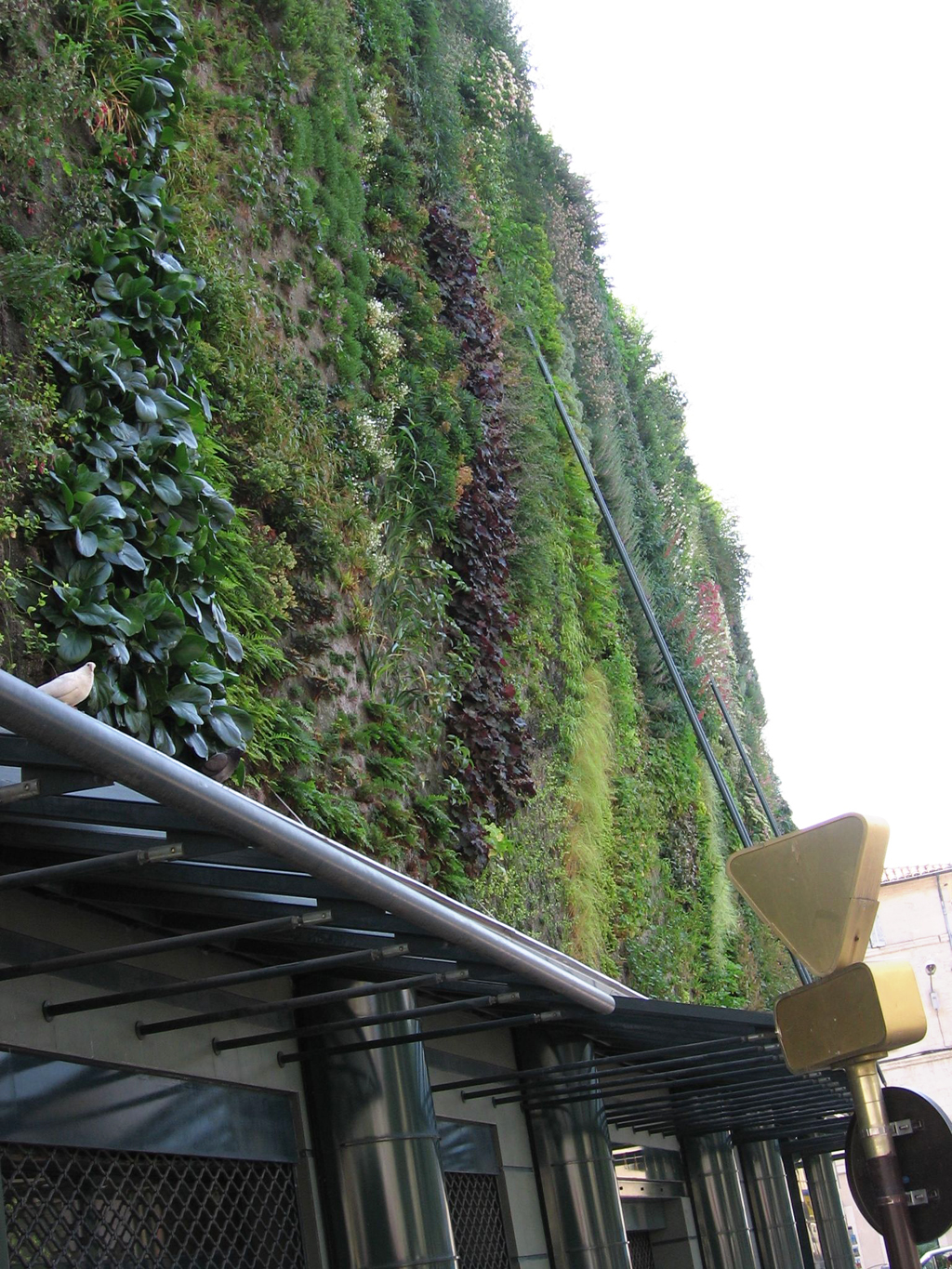
Le mur végétal en juillet 2006.

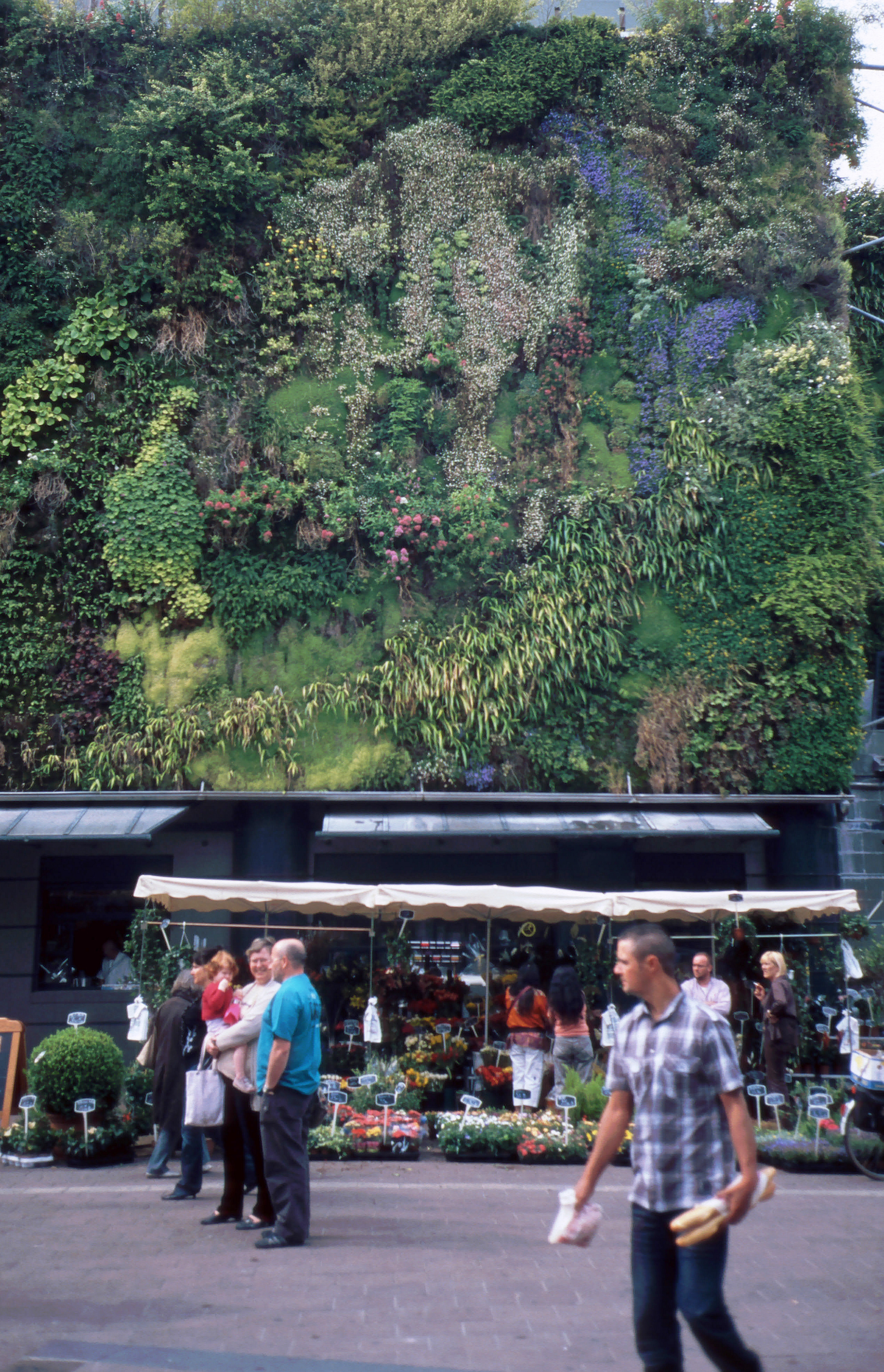
Le mur végétal, le 31 août 2009.

Cette réalisation a été voulue par la ville d'Avignon dans le cadre de son projet de réhabilitation du centre vile et confiée au botaniste Patrick Blanc. En 2005, celui-ci a conçu un mur végétal de 30 mètres sur 11,50 mètres sur la façade nord des Halles. C'est une composition qui assemble vingt végétaux au mètre carré et qui se rehausse de fleurs multicolores. Le concepteur explique « Sur un mur porteur ou une structure porteuse est placée une ossature métallique qui soutient une plaque de PVC expansé de 10 mm d'épaisseur, sur laquelle sont agrafées deux couches de feutre de polyamide de 3 mm d'épaisseur chacune. Ces couches de feutre miment en quelque sorte les mousses qui se développent sur les parois rocheuses et qui servent de support aux racines de nombreuses plantes. Un réseau de tuyaux commandés par des électrovannes apporte une solution nutritive contenant les éléments minéraux dissous nécessaires à la croissance des plantes. Le feutre s'imprègne par capillarité de cette solution nutritive, laquelle descend le long du mur par gravité. Les racines des plantes y prélèvent les éléments nutritifs dont elles ont besoin, et l'eau en excès est recueillie en bas du mur par une gouttière, avant d'être réinjectée dans le réseau de tuyaux : le système fonctionne en circuit fermé. Les plantes sont choisies pour leur capacité à croître sur ce type de milieu et en fonction de la lumière disponible »

## Hommage

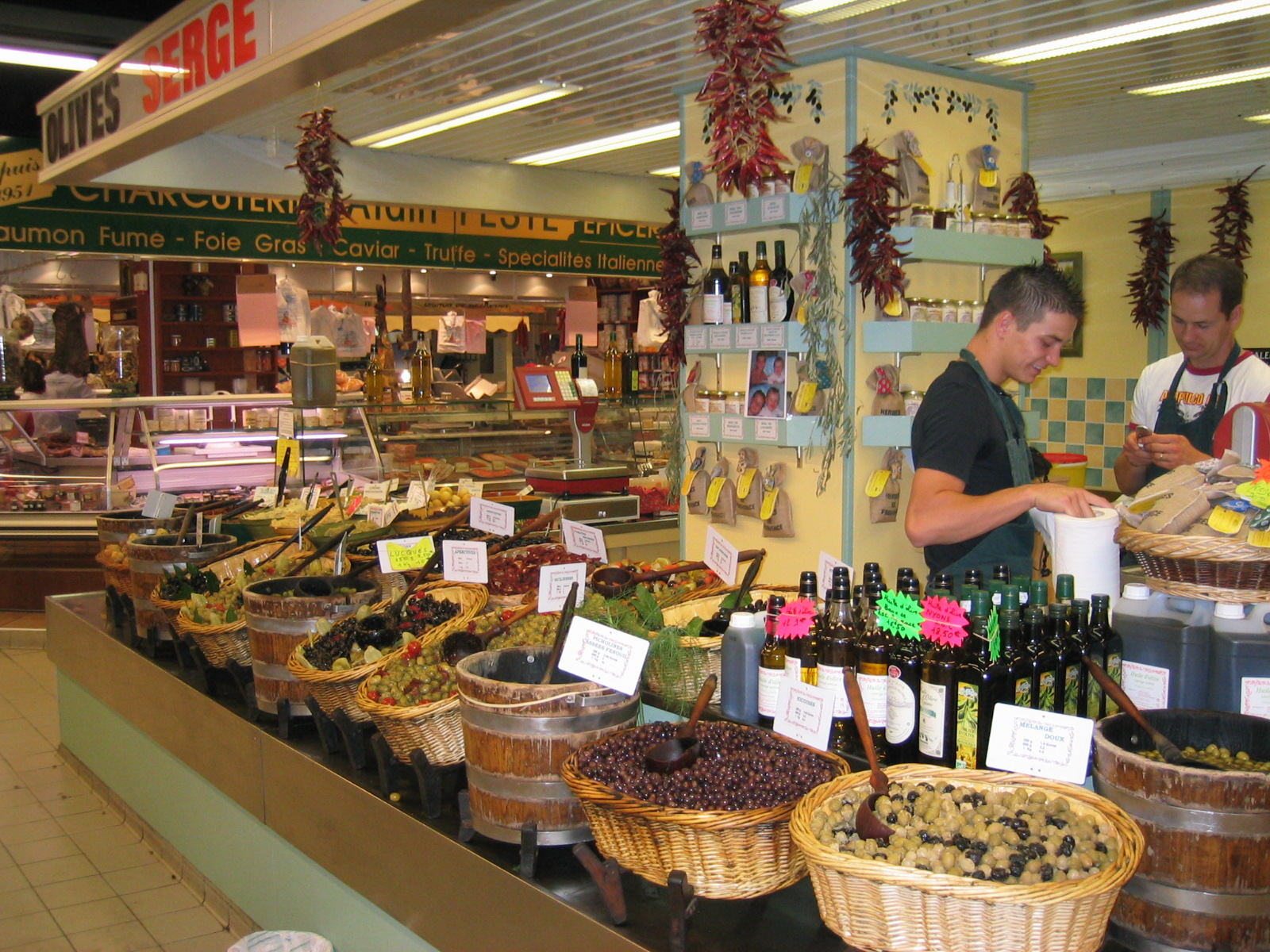
Étal d'olives.
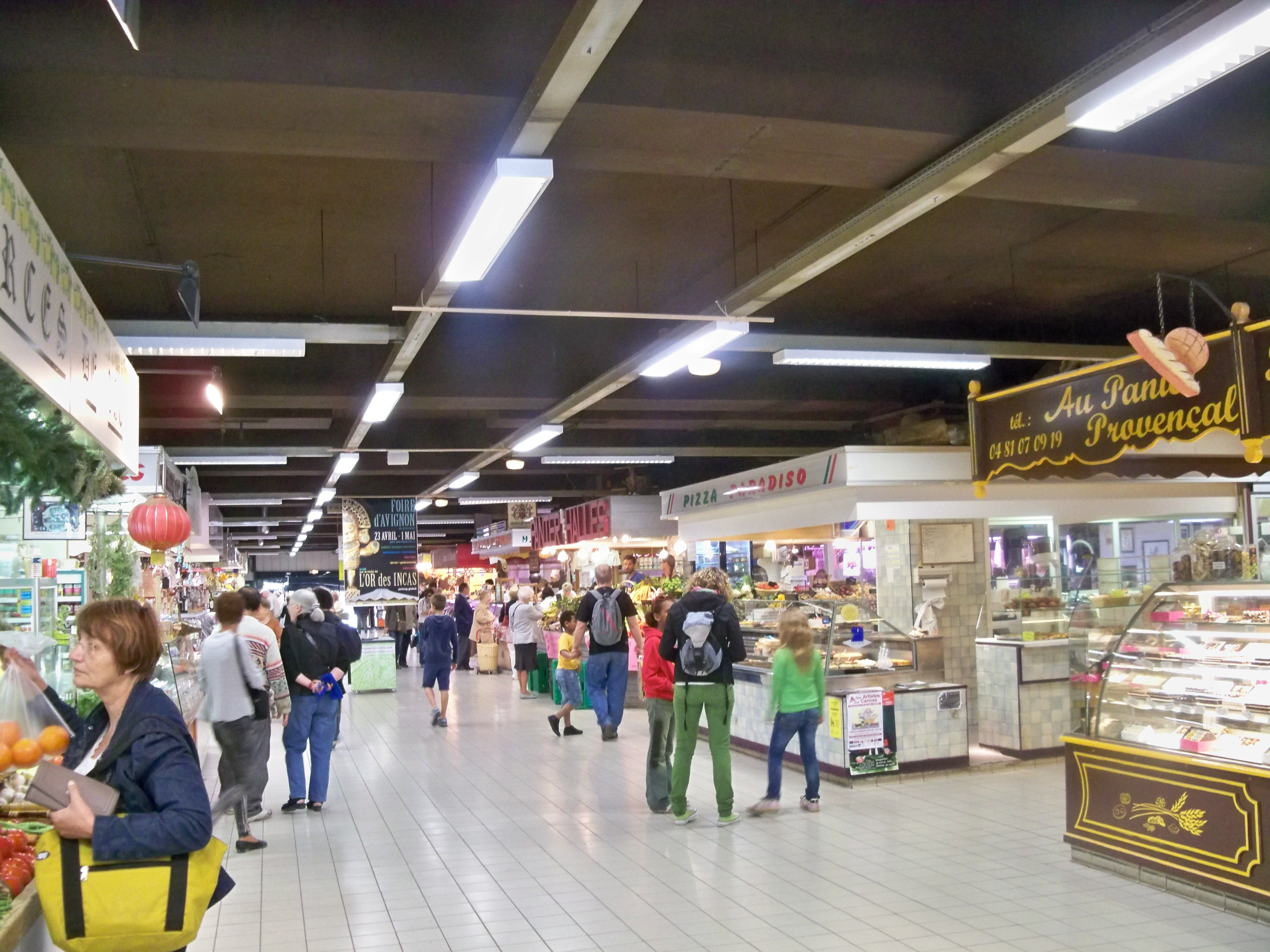
Allée centrale.
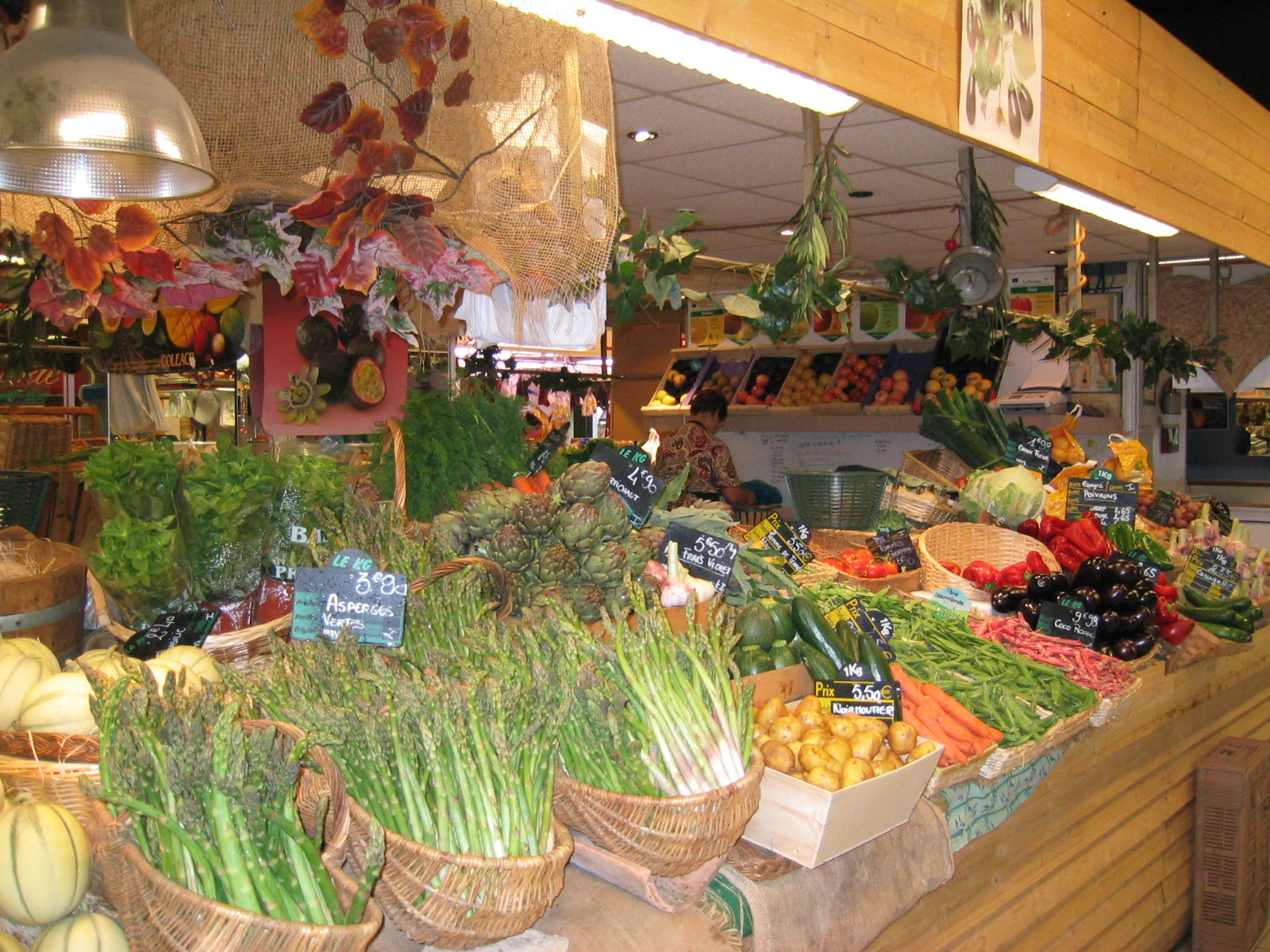
Étal de légumes.

Peter Mayle, dans Une année en Provence avait narré son émotion de découvrir, tôt le matin, le marché des Halles d'Avignon et la qualité de ses produits. Il y revient dans Encore Provence : New Adventures in the South of France, où il affirme « Les Halles, one of the best food market one could hope to find in France or anywhere else ». Jean Viard, quant à lui, conseille dans son livre Avignon, une double identité : « Alors plongez tout de suite dans la chaleur des Halles. D'entrée de jeu, vos papilles s'affolent et vos yeux ne savent plus où donner de la tête, odeur d'épices, de volailles qui rôtissent... odeurs de sous-bois au moment des champignons, odeurs de marée en toutes saisons ».